# Cerodirphia simplex
Cerodirphia simplex är en fjärilsart som beskrevs av Paul Dognin 1924. Cerodirphia simplex ingår i släktet Cerodirphia och familjen påfågelsspinnare. Inga underarter finns listade i Catalogue of Life.